# Лески (община Виница)
Лески (макед. Лески) — село в Республике Македония, входит в общину Виница.
Село расположено в горном массиве Осогово, к северо-западу от административного центра общины — города Виница. Высота над уровнем моря — 776 м.

## История
В 1900 году здесь проживало 280 жителей, 250 болгар (македонцев)—христиан и 30 цыган. В 1905 году 200 жителей села были прихожанами церкви Болгарской екзархии, в селе была школа.
Также в селе есть церковь,которой больше 300 лет.